# Túnel de carretera de Guadarrama
El túnel de Guadarrama es un túnel de carretera situado en la autopista del Noroeste (AP-6) que comunica las vertientes sur y norte del sistema Central, atravesando la sierra de Guadarrama entre la Comunidad de Madrid (en el término de Guadarrama) y la provincia de Segovia (en el término de San Rafael). Consta de tres tubos, excavados en diferentes momentos desde 1962 a 2007. Dos de los tubos corresponden a los sentidos de la marcha. El tercero es reversible dependiendo de las condiciones del tráfico. La longitud total de la suma de los tres túneles es de 9358 metros, siendo el más largo de 3340 metros. Los tres túneles carreteros están construidos paralelamente a escasos metros del túnel ferroviario de Tablada.

## Historia
La construcción del primer túnel constituyó un hito en la construcción de infraestructuras de la época, contando con la participación de numerosos especialistas constructores de la época, entre ellos Andreu Claret. Ambas bocas se encontraron y quedando unidas el 4 de mayo de 1963. El túnel se inauguró el 4 de diciembre de 1963 por Francisco Franco, siendo en aquel momento de doble sentido. El aumento del tráfico y la construcción de la autopista de peaje Villalba-Adanero motivó la excavación de un segundo túnel que fue perforado en octubre de 1970, siendo inaugurado en 1972. En los años 90 los atascos en sentido Madrid en la boca segoviana de los túneles eran habituales todos los fines de semana por lo que Iberpistas, la empresa concesionaria de la autopista, proyectó la excavación de un tercer túnel más ancho que pudiese soportar el denso tráfico de entrada a la capital. Las obras dieron comienzo en agosto de 2004 y el túnel fue puesto en servicio en marzo de 2007. Tras las obras de adecuación del primero de los túneles (el de 1963) se adaptó este como refuerzo de los otros dos en los días de mayor densidad de tráfico, tanto de entrada como de salida de Madrid.

### Condena del TJUE
En el año 2010 el Tribunal de Justicia de la Unión Europea condenó el concurso público que realizó el Ministerio de Fomento (bajo la entonces dirección del popular Rafael Arias Salgado) para las obras de los años 2000, declarando por tanto ilegales la concesión y licitación de las obras y la consiguiente prórroga de la concesión del peaje que terminaba en el año 2018. Unas obras que, sin embargo, se realizaron mientras el Tribunal estudiaba el caso y posteriormente, una vez concluidas estas, dictaba sentencia.
Todo ello afecta de lleno a la localidad de San Rafael, cuya población lleva años protestando y demandando desde hace décadas una solución a la grandísima cantidad de vehículos que abarrotan y bloquean la travesía de la N-6 a su paso por la localidad, debido a que es la alternativa gratuita al peaje de la AP-6.
En este sentido, la localidad demanda al Ministerio de Fomento el fin del peaje de la AP-6, que expiraba en 2018 y cuya prórroga hasta 2036 fue condenada por el TJUE, o la construcción de una variante como ya se hiciera con la población de Guadarrama en 2005.

## Túneles

### Túnel I
- Longitud: 2866 metros
- Sentido: reversible
- Carriles: 2
- Año de inauguración: 1963, cerrado con la apertura del Túnel III, renovado durante 2007 y reabierto en 2008

### Túnel II
- Longitud: 3323 metros
- Sentido: La Coruña
- Carriles: 2
- Año de inauguración: 1972, renovado en 2009

### Túnel III
- Longitud: 3148 metros
- Sentido: Madrid
- Carriles: 3
- Año de inauguración: marzo-2007